# Charles Currey
Charles Norman Currey (* 26. Februar 1916; † 10. Mai 2010) war ein britischer Segler.

## Erfolge
Ursprünglich strebte Charles Currey eine Karriere bei der britischen Marine an, musste diese Pläne aufgrund einer Erkrankung jedoch aufgeben. Stattdessen betätigte er sich als Bootbauer. Kurz vor Beginn des Zweiten Weltkrieges wurde er in die Royal Naval Volunteer Reserve aufgenommen und befehligte später ein Kanonenboot, das im Ärmelkanal patrouillierte. Er beendete seine Marinekarriere im Rang eines Lieutenant Commanders. Nach dem Krieg arbeitete er zunächst bei Fairey Marine, wo er unter anderem an der Entwicklung der Bootsklasse Firefly beteiligt war, die bei den Olympischen Spielen 1948 in London gesegelt wurde. Currey wurde dabei vom britischen Verband nicht nominiert, gehörte aber zum engeren Favoritenkreis. Vier Jahre darauf nahm er schließlich an den Olympischen Spielen in Helsinki im Finn-Dinghy teil. Er belegte mit 5449 Punkten den zweiten Platz hinter Paul Elvstrøm und vor Rickard Sarby und sicherte sich damit die Silbermedaille. In den 1960er-Jahren hatte er einen Direktorsposten bei Fairey Marine inne.
Sein Sohn Alistair Currey nahm 1972 ebenfalls an der olympischen Segelregatta teil.